# Tom, Dick e Harry
Tom, Dick e Harry (Tom, Dick and Harry) è un film del 1941 diretto da Garson Kanin, scritto da Paul Jarrico e interpretato da Ginger Rogers, George Murphy, Alan Marshal e Burgess Meredith.
Il film venne realizzato dalla RKO Radio Pictures.
Nel 1958, ne verrà fatto un remake con Siete tutte adorabili (The Girl Most Likely) diretto da Mitchell Leisen.

## Trama

### Tom
Janie è corteggiata da Tom, un venditore d'auto in carriera che vuole sposarla. Indecisa, la ragazza sogna la sua vita futura come una serie di quadretti casalinghi con un marito il cui unico interesse sono i grafici delle vendite.

Janie lavora ai telefoni come centralinista e l'unico modo in cui può contattare qualche milionario - sua idea di marito ideale - è quello di sentirlo per telefono mentre costui chiede la linea. 

### Harry
Al semaforo, un giorno Janie incrocia la lussuosa auto del milionario Dick Hamilton con un tipo al volante: credendo si tratti di Hamilton, Janie si infila sul sedile vicino al guidatore e gli scrocca un passaggio. L'uomo la invita a passare la serata insieme: la famiglia di Janie entra in agitazione pensando che Hamilton corteggi la ragazza.

Quando i due escono insieme, il giovanotto, che si chiama Harry, chiarisce l'equivoco: si tratta del meccanico che riportava l'auto dall'officina. Delusa, Janie accetta comunque di passare la serata con lui. Dal bowling ai bar, passano il tempo insieme chiacchierando e finendo col baciarsi davanti alla casa di Janie: al bacio, ambedue sentono suonare le campane.

Il sogno di Janie riguardo Harry, è quello di una vacanza continua, con una casa povera e felice, ma senza prospettive. Harry, che sa del fidanzamento di Janie con Tom, va a spiarlo alla concessionaria. Tom, pensando si tratti di un probabile cliente, incoraggia Harry a provare un'auto, inducendolo a invitare anche la ragazza dell'altro, senza sapere che si tratta anche della propria ragazza. Quando Janie si trova davanti alla porta di casa i due con l'auto, rimane perplessa. Tom, geloso, porta la coppia al parco degli innamorati e lì li scarica, lasciandoli a piedi.

Harry vede passare una decappottabile lussuosa e chiama il guidatore: si tratta di Dick Hamilton, che dà loro un passaggio. 

### Dick
Il giorno dopo, Janie passa una telefonata a Dick: approfitta del suo lavoro di centralinista per sabotargli la telefonata, tanto che alla fine Dick, parlando con lei, finisce per invitarla a una serata a Chicago, dove i due si recheranno in un aereo privato.

Per la prima volta, Janie va a teatro dove vedono La bisbetica domata, beve champagne e balla tutta la notte. Al mattino, quando torna a casa accompagnata dal suo cavaliere, trova sdraiati davanti alla soglia di casa, i due altri suoi fidanzati che hanno passato la notte lì davanti. I tre (anche Dick si è dichiarato con lei) la mettono davanti al fatto che deve fare una scelta: ritorneranno all'ora di colazione per avere una risposta.

La ragazza va a letto e adesso sogna la sua vita futura con Dick: tra governanti, domestici, fotografi e feste continue. 

### La scelta
A colazione, Janie si dichiara a Dick, il marito che lei ha sognato per tutta la vita.

Il matrimonio avrà subito luogo: i due salgono in auto, salutati dalla famiglia e dai corteggiatori delusi. Janie bacia tutti, ma quando tocca a Harry, si risentono di nuovo le campane. Colpita dal fatto, si gira a baciare Dick, ma non succede nulla.

Davanti all'esterrefatto Dick, la ragazza scende e se ne parte in motocicletta con Harry.

## Curiosità
- "Tom, Dick e Harry" è un modo di dire come in italiano si dice: "Tizio, Caio, Sempronio".
- Quando Ginger Rogers e Alan Marshal vanno a Chicago a teatro a vedere "La bisbetica domata", nei cartelloni si vede il nome di Eva Le Gallienne, nella cui compagnia teatrale aveva precedentemente lavorato Burgess Meredith, l'altro protagonista del film.
- Nel giornale che appare in sogno a Janie con la notizia del suo matrimonio con Dick si vede, di spalla, un articolo annunciante la morte di Adolf Hitler per assassinio.

## Riconoscimenti
Nel 1941 il National Board of Review of Motion Pictures l'ha inserito nella lista dei migliori dieci film dell'anno.

## Altre versioni
- Siete tutte adorabili (The Girl Most Likely) di Mitchell Leisen, interpretato da Joan Powell (1958)